# Planebruch
Planebruch település Németországban, azon belül Brandenburgban. Lakosainak száma 1053 fő (2023. december 31.). Planebruch Kloster Lehnin, Golzow (Mittelmark) és Beelitz községekkel határos.

## Népesség
A település népességének változása:
| Lakosok száma | 1012 | 1025 | 1024 | 1053 | 1053 |
|               | 2017 | 2019 | 2021 | 2022 | 2023 |